# جان وند ولد
جان وند ولد (انگلیسی: John Vande Velde؛ زادهٔ ۲۷ دسامبر ۱۹۴۸) دوچرخه‌سوار اهل ایالات متحده آمریکا است. وی در بازی‌های المپیک تابستانی ۱۹۶۸ و ۱۹۷۲ شرکت کرده است.